# Synegia ichinosawana
Synegia ichinosawana là một loài bướm đêm trong họ Geometridae.